# Catastrofe (Beckett)
Catastrofe è un'opera per il teatro, scritta in lingua francese nel 1982 da Samuel Beckett.
Si è soliti ritenerla una tra le sue rare pièce politicamente impegnate, sebbene alcuni critici, tra cui Martin Esslin, non siano pienamente d'accordo con una lettura ideologica.
Tuttavia sono da considerare "politiche" le circostanze in cui vide la luce. Il testo è infatti dedicato a Václav Havel, drammaturgo praghese che venne incarcerato dal governo cecoslovacco nel 1979 perché dissidente. L'Aida (Associazione internazionale per la difesa degli artisti vittime di persecuzioni politiche) contattò vari intellettuali chiedendo di aderire ad un progetto all'insegna della solidarietà per Havel da tenersi in occasione del Festival teatrale di Avignone.
Vi aderì anche Beckett, affermando di essere rimasto inorridito alla notizia che parte della punizione di Havel consisteva nell'impossibilità di scrivere, giudicata dall'autore irlandese una grave oppressione.
La prima rappresentazione ebbe luogo il 21 luglio 1982 con Pierre Arditi nel ruolo del Protagonista, Gérard Desarthe in quello del Regista e Stéphanie Loik in quello dell'Assistente.
La pièce venne poi riproposta al pubblico francese nel settembre 1983 al parigino Théatre du Rond-Point per la regia di Pierre Chabert.

## Edizioni
- Samuel Beckett, Catastrophe, in Catastrophe et autres dramaticules, Éditions de Minuit, Paris 1982
- Samuel Beckett, Catastrophe, in Ohio Impromptu Catastrophe What Where, Grove Press, New York 1983
- Samuel Beckett, Catastrofe, trad. Camillo Pennati, in Film seguito da Commedie brevi, Einaudi, Torino 1985, pp. 115–22; poi in Teatro completo, Einaudi-Gallimard, Torino 1999, pp. 515–21